# Еритропенія
Еритропенія (Erythropenia) - стан, при якому відзначається занижений вміст червоних кров’яних тілець (еритроцитів) на одиницю сироватки крові.
Проявляється слабкістю, швидкою втомлюваністю, шумом у вухах і вираженою блідістю шкірних покривів.
Можливі причини еритропенії:
1) гостра крововтрата (при травмі або під час операції);
2) хронічна крововтрата (рясні менструації у жінок або прихована кровотеча - при виразці шлунка або дванадцятипалої кишки, геморой, рак кишечника та при інших хворобах);
3) недостатнє надходження в організм з їжею заліза (необхідне для синтезу гемоглобіну);
4) погане засвоєння або дефіцит в їжі вітаміну В12 і фолієвої кислоти;
5) надмірне вживання рідини або введення надмірної кількості фізрозчину внутрішньовенно чи за допомогою крапельниці;
6) занадто швидке руйнування червоних кров'яних тілець внаслідок помилки при переливанні крові або при спадкових захворюваннях (таких як серпоподібноклітинна анемія), при отруєнні важкими металами або іншими отрутами, а також у хворих з штучним клапаном серця.